# Om du än är späd och vek
Om du än är späd och vek är en sång för söndagsskolan som ursprungligen publicerades i engelska sånghäftet "Phillips' Sacred Songster". Sången översattes till svenska och utgavs 1878 av Erik Nyström i "Andliga sånger för ynglingaföreningar, söndagsskolor och bönemöten" titeln: Hvad som helst dig gäller på, tala alltid sant. Året därpå, 1879, trycktes den i ett av sånghäftena: "Text till sångerna i söndagsskolan".

## Publicerad i
- Svensk söndagsskolsångbok 1908 som nr 179 under rubriken "Jesu efterföljelse".